# Província de Talas
La província de Talas (en kirguís: Талас областы; en rus: Таласская область) és una província (óblast) del Kirguizstan. La capital és Talas.